# Legalbewährung
Legalbewährung ist ein kriminologischer Fachbegriff und bedeutet, dass ein verurteilter Straftäter nach Verbüßung einer Strafe keine neuen Straftaten  mehr begeht, also nicht rückfällig wird.
Die Legalbewährung ist zu unterscheiden von der Einhaltung von Bewährungsauflagen während der Strafaussetzung zur Bewährung.